# Número duplo de Mersenne
Em matemática, um número duplo de Mersenne é um número de Mersenne da forma
{\displaystyle M_{M_{n}}=2^{M_{n}}-1=2^{2^{n}-1}-1}
onde o exponente {\displaystyle 2^{n}-1} é também um número de Mersenne {\displaystyle M_{n}}, sendo n um natural.

## Números duplos de Mersenne primos
Muitas vezes considera-se apenas os números duplos de Mersenne que são primos.
Como um número de Mersenne {\displaystyle M_{p}} é primo só se {\displaystyle p} é primo, então um número duplo de Mersenne {\displaystyle M_{M_{p}}} é primo apenas se {\displaystyle M_{p}} é também um número primo de Mersenne.

Os primeiros valores de p para os quais {\displaystyle M_{p}} é primo são p = 2, 3, 5, 7, 13, 17, 19, 31, 61, 89. Desses, sabe-se que {\displaystyle M_{M_{p}}} é primo para p = 2, 3, 5, 7. Para p = 13, 17, 19, já se encontraram fatores de forma explícita, ficando assim demonstrado que os números duplos de Mersenne correspondentes são compostos e não primos. Portanto, o candidato mais pequeno para ser um número duplo de Mersenne primo é {\displaystyle M_{M_{6}1}}, ou seja, 22305843009213693951 − 1. Com aproximadamente 6,94 × 1017 algarismos, este número é demasiado grande para qualquer teste de primalidade dos que se conhecem na atualidade, embora se saiba que não tem nenhum fator primo menor que 4 × 1033.
Aqui fica a lista dos números duplos de Mersenne primos que se conhecem na atualidade:
{\displaystyle M_{M_{2}}=M_{3}=7}
{\displaystyle M_{M_{3}}=M_{7}=127}
{\displaystyle M_{M_{5}}=M_{31}=2147483647}
{\displaystyle M_{M_{7}}=M_{127}=170141183460469231731687303715884105727} ((sequência A077586 na OEIS))

## Números de Catalan-Mersenne
Seja {\displaystyle M(p)=M_{p}}. A sucessão definida de forma recursiva como:
2, M(2), M(M(2)), M(M(M(2))), M(M(M(M(2)))), ... ((sequência A007013 na OEIS))
é conhecida como "sucessão dos números de Catalan-Mersenne". Diz-se que ocorreu a Catalan esta sucessão depois de Lucas descobrir em 1876 que {\displaystyle M(127)=M(M(M(M(2))))} era primo.
Embora os cinco primeiros termos da sucessão (até {\displaystyle M(127)}) sejam primos, não se conhece qualquer método que ajude a elucidar se algum termo mais o é também.